# 100 вещей и ничего лишнего
«100 вещей и ничего лишнего» (нем. 100 Dinge) — немецкий комедийный фильм 2018 года. Третья режиссёрская работа Флориана Давида Фица, основанная на его же сценарии. Премьера фильма состоялась 6 декабря 2018 года в Германии, в России 28 марта 2019 года.
Фитц был вдохновлен документальным фильмом «Мои вещи» (2013) финского режиссёра Петри Лууккайнена, который в ходе эксперимента хранил свои вещи на складе в Хельсинки и в течение года брал только одну вещь в день. Основная часть съемок проходила с 27 февраля по 30 апреля 2018 года в центральной Германии, в основном в Берлине и Бранденбурге. Финальная сцена снималась в польском городе Леба на дюне Балтийском море.

## Сюжет
Два лучших друга с детства Пауль и Тони, а теперь ещё и партнёры по бизнесу. После заключения успешной сделки по продаже акций своей компании на много миллионов евро, парни на глазах у своих сотрудников решили заключить пари: они отказываются абсолютно от всего, что у них есть, на 100 дней. В день они могут брать любую одну вещь. Тот кто сдастся первый или проиграет — отдает все свои деньги сотрудникам компании. Всё бы ничего, но тут Пауль и Тони встречают неординарную девушку Люси, в которую сразу влюбляются. Пари и соперничество станет большим испытанием для их дружбы.

## В ролях
| Актёр                         | Роль              |
| ----------------------------- | ----------------- |
| Флориан Давид Фиц             | Пауль Конаске     |
| Маттиас Швайгхёфер            | Антон Кац         |
| Мириам Штайн de               | Люси              |
| Ханнелоре Эльснер             | Ренате Конаске    |
| Вольфганг Штумф               | Вольфганг Конаске |
| Катарина Тальбах              | бабушка           |
| Йоханнес Альмайер             | Ронни             |
| Сара Виктория Фрик            | Бетти             |
| Максимилиан Мейер-Бретшнайдер | Майк              |
| Мария Фуртвенглер             | Антониетта Керхер |

## Рецензии
Барбара Моллер из «Die Welt» в своём обзоре считает фильм «критикой капитализма для четырнадцатилетних» с плоским и не смешным сюжетом. Нейтральный отзыв также дал Питер Лулей из Der Spiegel, написав, что «трудно воспринимать глубокие дискуссии и конфликты от явно преувеличенных фарсовых персонажей». Ксения Реутова из «Киноафиши» называет фильм «идеальным образцом современной немецкой комедии, на примере которой можно познакомиться и с её основными идеями и положениями, и с главными суперзвездами». Алексей Литовченко из «Российской газеты» поставил фильму нейтральную оценку, указывая на то, что фильм является безобидным, милым и где-то даже забавным ромком, но очередным подтверждением, что у немцев с чувством юмора туговато.